# Palazzo Bagnesi

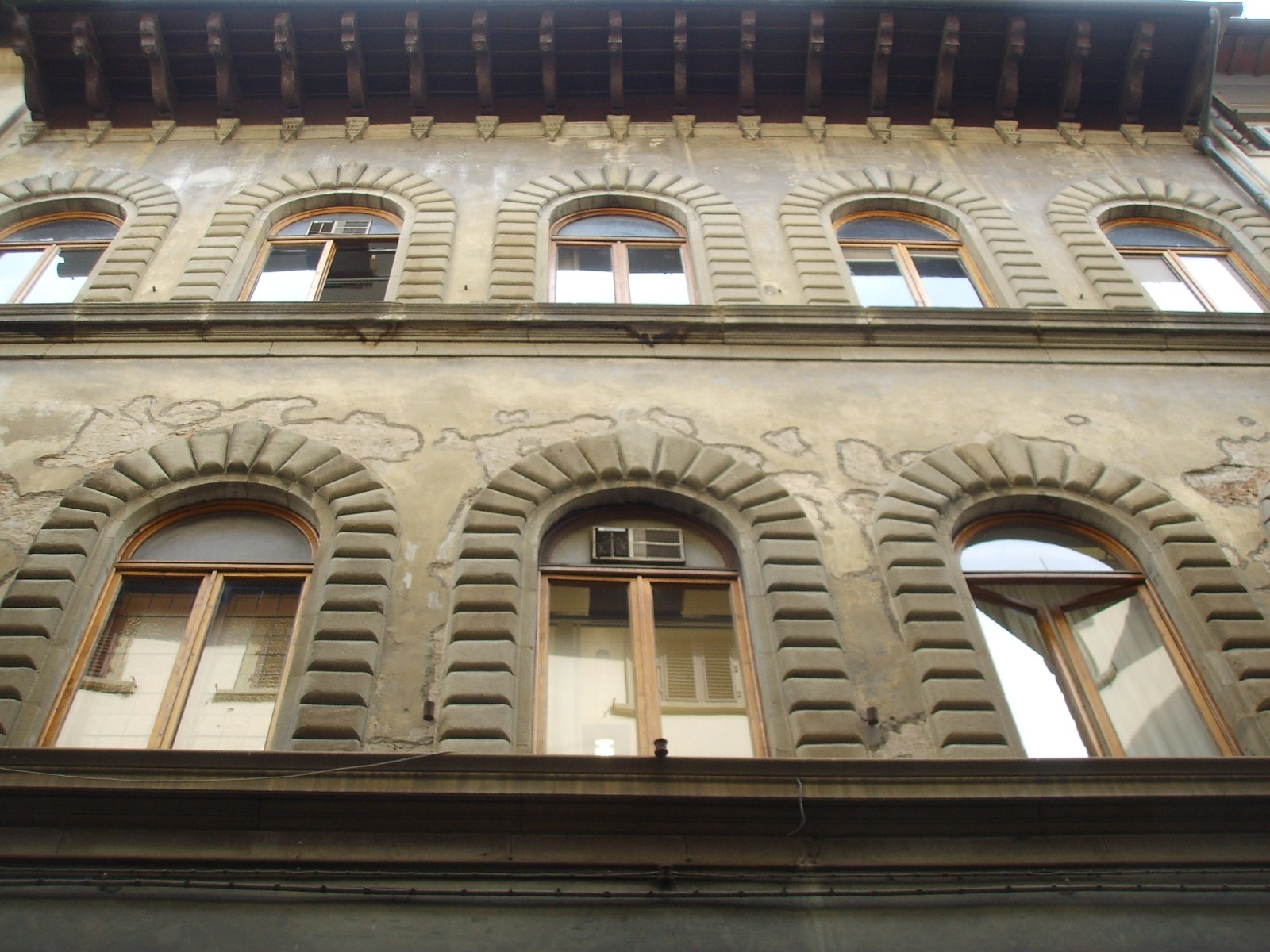
Palazzo Bagnesi

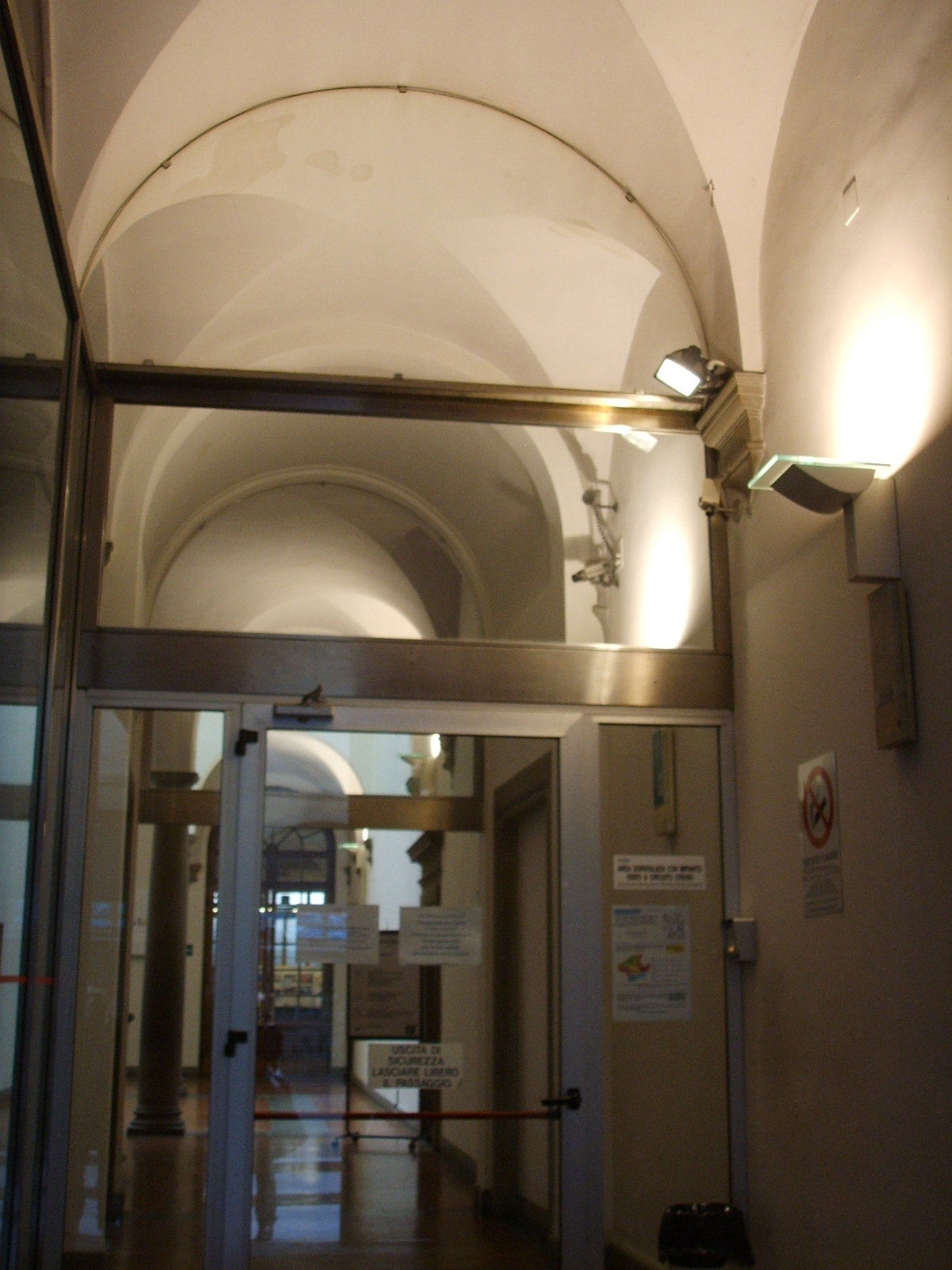
Atrio

Palazzo Bagnesi, già Falconieri, è un edificio storico di Firenze, situato in via de' Neri 25.

## Storia e descrizione
Di carattere rinascimentale, presumibilmente riferibile al pieno Cinquecento (ma sorto su una precedente fabbrica medioevale e oggetto di vari rifacimenti nel corso dei secoli), il palazzo presenta uno sviluppo di cinque assi su tre piani, con le finestre poste a distanza ravvicinata, vistosamente incorniciate da bozze a cuscino. All'interno è un elegante cortile oggi coperto, con scala arricchita da una balaustra in pietra di accesso ai piani superiori.
Anticamente dei Bagnesi (famiglia di cui fece parte la beata Maria Bartolomea Bagnesi, terziaria domenicana), nel 1635 passò, estintosi questo ramo della casata, ai Bagnesi di Modena che, da un Bellincione Bagnesi, avevano preso appunto il cognome di Bellincioni. Questi lo tennero fino al 1808, quando la proprietà passò ai Falconcini di Volterra (Falconieri), per diventare poi sede della Società del Gas, oggi degli uffici di Toscana Energia.
Alla sua funzione di ufficio pubblico si devono i restauri che ne hanno in buona parte conservato l'antico carattere, mettendo in rilievo i vari elementi di pregio degli interni. In particolare tra il 1937 e il 1938 è documentato un complesso intervento di adeguamento e restauro condotto su progetto dell'architetto e ingegnere Ugo Giovannozzi. È nell'ambito di questo cantiere che una sala del primo piano venne arricchita da due affreschi firmati da Ezio Giovannozzi (fratello del precedente) e datati 1937, con figure mitologiche connesse al tema delle risorse naturali e quindi del gas, del calore e della luce. Anche i cartoni delle vetrate della stessa sala, semplici ma eleganti, sono riconducibili allo stesso Ezio Giovannozzi, visti i rimandi alle pitture e la notorietà dell'artista proprio nell'ambito della produzione di vetrate artistiche.
Il palazzo appare nell'elenco redatto nel 1901 dalla Direzione Generale delle Antichità e Belle Arti, quale edificio monumentale da considerare patrimonio artistico nazionale.